# Lisa Barbelin
Lisa Barbelin, född 10 april 2000 i Ley, är en fransk bågskytt.

## Karriär
I juni 2021 vid EM i Antalya tog Barbelin guld och blev den första kvinnliga franska europamästaren i bågskytte sedan Bérangère Schuh 2008. Följande månad tävlade hon för Frankrike vid OS i Tokyo. Barbelin inledde med en 13:e plats i rankningsomgången och besegrade sedan italienska Tatiana Andreoli i 32-delsfinalen samt nederländska Gabriela Schloesser i sextondelsfinalen innan hon blev utslagen av mexikanska Alejandra Valencia i åttondelsfinalen.
I januari 2022 satte Barbelin ett nytt franskt inomhusrekord med 593 poäng och slog Bérengère Schuhs tidigare rekord från 2009 på 592 poäng. Följande månad vid inomhus-EM i Laško tog hon guld efter att ha besegrat italienska Vanessa Landi med 6–4 i finalen.